# Villiers Engineering
Villiers Engineering Ltd var namnet på en engelsk firma som tillverkade motorcyklar och delar till cyklar. Den låg på Villiers Street i Wolverhampton.
Verksamheten startade i slutet av 1800-talet. 1902 fick man patent på ett frihjul till cyklar. Detta blev en succé. Strax efter andra världskriget tillverkade man 80 000 frihjul i veckan (4 miljoner per år).
1911 började man göra motorer. De första två åren gick det dock trögt med försäljningen, tills man gjorde sin första tvåtaktsmotor. 1956 tillverkades den 2-miljonte Villiers-motorn. 
1936 utrustades ett segelflygplan med en Villiers 250 cc motor på 9 hk, troligen världens motorsvagaste flygplan. 
1957 köpte man upp JA Prestwich Industries Ltd, som tillverkade J.A.P.-motorerna. 1962 gjordes följande uttalande:
Tillsammans tillverkar våra två bolag ett brett utbud av tvåtakts- och fyrtakts bensinmotorer och fyrtakts dieselmotorer, från 1/3 hk till 18 hk. De här motorerna sitter i många av Englands tvåtakts-motorcyklar, scootrar och trehjulingar och i det stora flertalet motorgräsklippare, jordfräsar, betongblandare, generatorer, hissar och pumpar, etcetera.
Under 1960-talet råkade engelsk motorcykelindustri i kris, och diverse sammanslagningar skedde, delvis med statliga bidrag. Villiers slogs 1966 ihop med Norton till Norton-Villiers, som 1974 blev Norton-Villiers-Triumph. Detta bolag upphörde 1978.